# 雀稗孢堆黑粉菌
雀稗孢堆黑粉菌（学名：Sporisorium paspali-thunbergii）是属于黑粉菌目黑粉菌科孢堆黑粉菌属的一种真菌，寄生在雀稗属植物上。该种分布于中国、日本、菲律宾、印度、斯里兰卡、澳大利亚、美国等地。